# Teodoro Estipiota
Teodoro Estipiota (em grego: Θεόδωρος Στυππειώτης; romaniz.: Theódoros Styppeiótes) foi um alto oficial burocrático do Império Bizantino e um membro da corte do imperador Manuel I Comneno (r. 1143–1180), atuando como gramático ou secretário imperial. Conseguiu ascender em sua posição cortesã através de intrigas.

## Vida
Teodoro Estipiota tornou-se uma figura influente enquanto serviu como assistente de João Hagioteodorita, mas através de intrigas conseguiu removê-lo da corte ao conseguir que ele fosse enviado como governador civil (pretor) no tema conjunto da Hélade e Peloponeso. Louvado por Teodoro Pródromo por sua confiabilidade para guardar segredos como escriba, ascendeu de um ofício para outro, posteriormente alcançando a posição de caníclio, o guardião do tinteiro imperial. Desta posição, foi capaz de influenciar Manuel I devido sua íntima proximidade com o imperador e ao permaneceu alto no favor imperial, tornar-se-ia mesazonte, essencialmente o ministro chefe e cabeça da administração civil.
Em 1158/1159, contudo, enquanto em campanha na Cilícia, Manuel ordenou que Estipiota fosse preso e cegado. As razões deste ato são incertas, com diferentes razões sendo dadas pelos autores contemporâneos. Segundo João Cinamo, ele publicamente anunciou algum tipo de profecia segundo a qual Manuel logo morreria, e que "o senado romano não deveria mais conferir poder a um jovem forte, mas para um homem de anos devidamente avançados, de modo que sob ele, governando pela letra [ou pela erudição] os assuntos do Estado podem ser administrados como numa democracia". O cronista alemão Ragevino, por outro lado, relata que o caníclio havia contratado três homens para assassinar Manuel, mas que o imperatriz descobriu a conspiração e informou o imperador.
Nicetas Coniata dá uma relato diferente, que segundo o historiador Paul Magdalino pode representar a versão "não oficial" do assunto, mas os detalhes deste foram provados como sendo principalmente ficcionais pelo bizantinista Otto Kresten. Segundo Coniata, a queda de Estipiota foi o resultado de sua rivalidade com João Ducas Camatero, o logóteta do dromo, que ficou frustrado com a relação especial entre Estipiota e Manuel; os objetivos de Estipiota estavam sendo completados através de seus laços constantes com Manuel enquanto o acesso limitado de Camatero ao imperador fez com que suas exigências fossem negligenciadas. Camatero então forjou uma correspondência entre Estipiota e o rei normando da Sicília Guilherme II (r. 1166–1189), que ele escondeu de modo a ser facilmente descoberta. Estipiota foi acusado de traição por Camatero, o que levou Manuel a cortar sua língua e cegá-lo.
A queda de Estipiota coincide com o cegamento de Miguel Glica e a fuga do primo de Manuel e futuro imperador Andrônico I Comneno (r. 1182–1185), e embora as fontes bizantinos não façam conexão explícita, é muito provável que os eventos estão ligados. Como resultado, isso pode indicar, segundo Magdalino, o movimento de uma facção na corte que desejava o retorno de um modelo de governo mais baseado no consenso, com o imperador consultando-se com o senado como foi prática antes da ascensão da dinastia comnena, bem como de uma facção pró-siciliana oposta à posição pró-germânica de Manuel, manifesta em sua aliança com a dinastia Hohenstaufen e reformada por sua imperatriz, Berta de Sulzbach.